# Ngày Quốc tế Loại bỏ Bạo lực đối với Phụ nữ
Ngày quốc tế loại bỏ bạo lực đối với Phụ nữ được cử hành vào ngày 25 tháng 11 hàng năm, là ngày do Liên Hợp Quốc đặt ra nhằm tuyên truyền nâng cao ý thức công chúng về việc loại bỏ bạo hành đối với phụ nữ trên toàn thế giới.

## Lịch sử
Ngày 17.12.1999 Đại hội đồng Liên Hợp Quốc đã chỉ định ngày 25 tháng 11 hàng năm là Ngày quốc tế loại bỏ bạo lực đối với Phụ nữ (Nghị quyết Đại hội đồng Liên Hợp Quốc số 54/134). Liên Hợp Quốc kêu gọi các chính phủ, các tổ chức quốc tế, các tổ chức phi chính phủ khắp thế giới tổ chức các hoạt động vào ngày này để nâng cao ý thức mọi người về tình trạng bạo hành với phụ nữ như "mãi dâm cưỡng bách", "lạm dụng tình dục", "du lịch tình dục", "cưỡng hiếp", "cắt bỏ bộ phận sinh dục nữ", "bạo hành trong gia đình", "hôn nhân cưỡng bách" vv....
Trước đó, trong cuộc "Mít tinh đầu tiên của các nhà tranh đấu cho Nữ quyền châu Mỹ latinh và vùng Caribê" (First Meeting of Latin American and Caribbean Feminist) năm 1981 tại Bogota, Colombia đã lấy ngày 25 tháng 11 làm "Ngày quốc tế không bạo lực đối với phụ nữ" (International Day of No Violence Against Women), nhắc nhở ngày xảy ra vụ ám sát tàn bạo 3 chị em Mirabal  năm 1960, những nhà hoạt động chính trị ở Cộng hòa Dominica, theo lệnh của nhà độc tài Rafael Trujillo (1930–1961).
Năm 1993 Đại hội đồng Liên Hợp Quốc đã thông qua một bản Tuyên ngôn về loại bỏ bạo lực đối với Phụ nữ, trong đó định nghĩa thuật ngữ «bạo hành với phụ nữ» như sau:
"mọi hành vi bạo lực dựa trên giới tính, có thể hoặc thực sự gây ra những thiệt hại thể xác, tính dục hoặc tâm lý, kể cả những đe dọa, cưỡng ép hay ngăn cấm cách độc đoán quyền tự do, dù công khai hay trong tư gia".
Quỹ Phát triển Phụ nữ của Liên Hợp Quốc (UNIFEM) cũng thường xuyên cử hành ngày này.
Tháng 10 năm 2006 đã có một "Nghiên cứu về mọi hình thức bạo hành đối với phụ nữ" được đệ trình Liên Hợp Quốc, trong đó có những khuyến nghị cụ thể cho các quốc gia, với những phương sách hữu hiệu và những biện pháp phòng ngừa cùng việc phục hồi nhân phẩm phụ nữ.
Có nhiều thông tin về lịch sử của ngày này cùng những xuất bản phẩm của Liên Hợp Quốc liên quan tới việc bạo hành đối với phụ nữ tại Dag Hammarskjöld Library.